# Stylometrie
Stylometrie is de toepassing van onderzoek naar de stijl van meestal geschreven taal, maar wordt tevens toegepast op het gebied van muziek en schilderkunst. Stylometrie wordt vaak gebruikt om de auteur van anonieme en/of betwiste documenten te benoemen. Er zijn zowel wettelijke als academische en literaire toepassingen die variëren van de vraag over de authenticiteit van Shakespeares oeuvre tot aan forensische taalkunde.

## Geschiedenis
Stylometrie is ontstaan uit eerdere technieken voor tekstanalyse. Een voorbeeld is het bewijs aangeleverd door Lorenzo Valla in 1439 dat de Donatio Constantini een vervalsing betreft was gebaseerd op de vergelijking van het Latijn uit het document met dat uit authentieke documenten uit de 4e eeuw.
De basis van stylometrie is uitgewerkt door de Poolse filosoof Wincenty Lutosławski. Lutosławski heeft de term stylometrie gemunt in zijn Franstalige werk Principes de stylométrie: Appliqués à la chronologie des œuvres de Platon. Hij gebruikte deze techniek om een chronologie te maken van Plato's werk.

## Toepassingen